# Valentine Bridgelayer
Valentine Bridgelayer – brytyjski czołg mostowy z okresu II wojny światowej.

## Historia konstrukcji
W 1943 roku dowództwo brytyjskie podjęło decyzję o rozpoczęciu wycofywania z jednostek bojowych używanych tam czołgów mostowych Covenanter Bridgelayer opartych na konstrukcji czołgu Covenanter, który został uznany za konstrukcję przestarzałą. W związku z tym opracowany nowy typ czołgu mostowego. W czołgu tym zastosowano podwozie z czołgu Valentine na którym zamontowano dwukoleinowy składany most z czołgu Covenanter Bridgelayer. 
Produkcję rozpoczęto w 1943 roku i przebudowano kilkadziesiąt czołgów Mk III Valentine. 

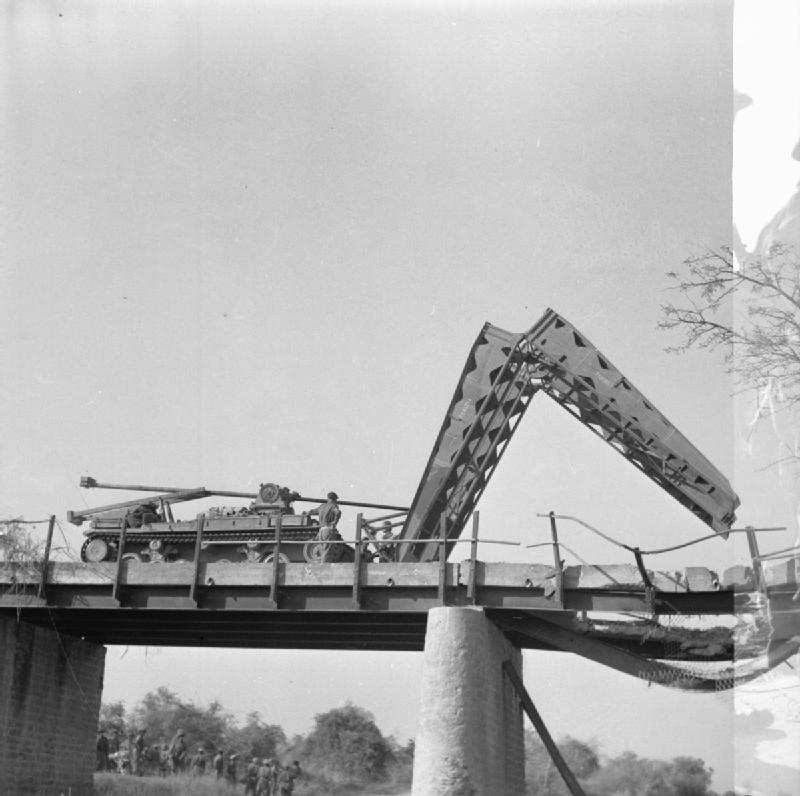
Czołg użyty do naprawy mostu na rzece

## Użycie
Czołgi te już od 1943 roku były wprowadzane do użycia w brygadach pancernych armii brytyjskiej. Zgodnie z etatem w każdej brygadzie miało znaleźć się 6 czołgów tego typu, które miały służyć do pokonywania przeszkód wodnych o szerokości do 8 m. 
Czołgi znajdowały się na wyposażeniu brygad pancernych należących do brytyjskich 6, 8 i 11 Dywizji Pancernych. Biorących udział w walkach w Afryce Północnej i Europie. 
Znalazły się one również na wyposażeniu polskie 1 Dywizji Pancernej, gdzie używano ich szwadronie dowodzenia 10 Brygad Kawalerii Pancernej. Ponadto wyposażone w nie 2 Brygadę Pancerną walczącą we Włoszech. 
Czołgów tych używano powszechnie w czasie walk, w Birmie.
W ramach umowy Lend-Lease 25 czołgów tego typu wysłano do ZSRR.